# Apple Macintosh Color Display
Apple Macintosh Color Display - 14-дюймовий (11,5-дюймовий видимий екран) ЕПТ-монітор з апертурною решіткою Trinitron, який вироблявся Apple Computer із 19 жовтня 1992 року принаймні до вересня 1993 року. Напівстаціонарний відеокабель (можна замінити зсередини) має стандартний відеороз’єм Macintosh DA-15. Монітор має фіксовану роздільну здатність 640x480.